# Szymon Augustyniak
Szymon Augustyniak (ur. 14 grudnia 1970 w Warszawie) – polski scenarzysta, pisarz, dziennikarz.
Członek Europejskiej Akademii Filmowej, Polskiej Akademii Filmowej i Stowarzyszenia Filmowców Polskich.
Absolwent Wydziału Polonistyki Uniwersytetu Warszawskiego.
Syn Bogdana Augustyniaka i Marty Fik-Augustyniak.
Współautor scenariuszy do filmu Śubuk (2022) i serialu Minuta ciszy (2022). Autor książki Mimochodem o chodzeniu (wyd. Editio, 2018), poświęconej historii chodzenia.
Zdobywca (wspólnie z Jackiem Lusińskim) nagrody głównej Stowarzyszenia Filmowców Polskich w konkursie Scrip Pro 2019 za scenariusz filmu Śubuk, nagrody za scenariusz na Festiwalu Polskich Filmów Fabularnych w Gdyni 2022, nagrody Gildii Scenarzystów Polskich 2023, głównej nagrody na Międzynarodowym Festiwalu Kina Autorskiego w Maroku 2023 w kategorii najlepszy scenariusz. Ponadto nominowany (również wraz z Jackiem Lusińskim) do Polskich Nagród Filmowych Orły 2023 w kategoriach: najlepszy serial (Minuta ciszy) i najlepszy scenariusz (Śubuk).